# Ludwig Huber (Pädagoge)
Ludwig Huber (* 24. April 1937 in Bielefeld; † 11. Mai 2019 in Bethel, Bielefeld) war ein deutscher Pädagoge sowie Hochschuldidaktiker und emeritierter Professor der Universität Bielefeld. Als studierter Klassischer Philologe und Theologe wechselte er früh in das damals noch neue Feld der Hochschuldidaktik, das er in Deutschland entscheidend mit entwickelte. Mit seinem Schwerpunkten auf Wissenschaftsdidaktik, Fachkulturforschung und seinem Beharren auf theoretischer Fundierung hat er der Hochschuldidaktik eine eigene Prägung gegeben. Ein ungewöhnlicher, aber wichtiger Fokus lag auf der Oberstufenbildung mit ihren Themen Allgemeinbildung und Wissenschaftspropädeutik, die er mit Hartmut von Hentig gegenüber der deutschen Tradition neu interpretierte, am Oberstufen-Kolleg Bielefeld institutionell umsetzte und für die Reform der Oberstufe nutzbar zu machen versuchte. Er hat entscheidend zur Bekanntmachung und Entwicklung der Konzepte von Forschendem Lernen und Scholarship of Teaching and Learning in Deutschland beigetragen. Mit dem Forum Offene Wissenschaft in Bielefeld hat er sich für den Kontakt zwischen Universität und Gesellschaft starkgemacht.

## Werdegang
Der Urenkel des gleichnamigen Bielefelder Oberbürgermeisters studierte von 1956 bis 1963 Klassische Philologie und Evangelische Theologie in Freiburg im Breisgau, Hamburg, Tübingen und London. Nach Erstem Staatsexamen (1961) und Promotion (Tübingen 1963) folgten 1963 bis 1965 Tätigkeiten als Lektor im Zürcher Artemis Verlag für das Lexikon der Alten Welt, 1965 bis 1967 das Referendariat am Ratsgymnasium Bielefeld und 1967 das Zweite Staatsexamen. Danach wurde Huber Wissenschaftlicher Assistent von Hartmut von Hentig am Pädagogischen Seminar der Universität Göttingen. Mit von Hentig wechselte er 1969 an die neugegründete Universität Bielefeld. Hier war er als Mitglied der Aufbaukommission an der Gründung der Laborschule Bielefeld sowie des Oberstufen-Kollegs beteiligt. 1969/70 gehörte Huber dem Vorstand der Bundesassistentenkonferenz an, wo er schwerpunktmäßig mit Hochschuldidaktik befasst war.
1971 wurde er auf eine neu eingerichtete Professur für Hochschuldidaktik an die Universität Hamburg berufen, war wiederholt geschäftsführender Direktor des dortigen Interdisziplinären Zentrums für Hochschuldidaktik (IZHD) sowie von 1982 bis 1984 Vizepräsident der Universität.
1972 ging Ludwig Huber in den Vorstand der Arbeitsgemeinschaft Hochschuldidaktik (AHD; jetzt Deutsche Gesellschaft für Hochschuldidaktik, dghd), deren Vorsitz er von 1975 bis 1977 hatte.
1989 kehrte Huber als Nachfolger von Hartmut von Hentig als Professor für Pädagogik mit dem Schwerpunkt Wissenschaftsdidaktik an die Universität Bielefeld zurück. Zugleich übernahm er die Wissenschaftliche Leitung des dortigen Oberstufen-Kollegs, dessen Entwicklung er in den folgenden Jahren vorantrieb. An der Universität Bielefeld arbeitete er eng mit dem Interdisziplinären Zentrum für Hochschuldidaktik zusammen; u. a. war er in dessen Vorstand.
Vielfältige Anregungen für die Entwicklung von Hochschuldidaktik, Wissenschaftsdidaktik und Oberstufen-Kolleg brachte er unter anderem von Gastaufenthalten an verschiedenen Colleges und Universitäten in den USA mit. So war er 1987 Gastprofessor am Smith College, Northampton/MA. und 1989 Visiting Scholar am Center for Studies in Higher Education, University of California, Berkeley. Außerdem betrieb er den Aufbau einer Partnerschaft mit der Staatlichen Universität Nowgorod, von der er im Jahr 2001 die Ehrendoktorwürde erhielt. Im Sommer 2002 wurde Huber emeritiert.
Huber war Herausgeber der Zeitschrift Das Hochschulwesen, Mitglied des Beirats der Zeitschrift für Erziehungswissenschaft sowie Mitglied im Editorial Board des European Journal of Education, des Consortium of Higher Education Researchers, der European Association for Research and Development in Higher Education und der britischen Society for Research into Higher Education. Er war im Arbeitskreis Hochschulforschung der Deutschen Gesellschaft für Soziologie aktiv, Mitglied der Deutschen Gesellschaft für Erziehungswissenschaft und Fachgutachter der Deutschen Forschungsgemeinschaft.
Huber starb am 11. Mai 2019 in Bethel an den Folgen eines Badeunfalls im Urlaub auf Zypern.

## Hochschuldidaktische Forschung
Ludwig Huber hat eine wegweisende Bedeutung für eine Hochschuldidaktik, die in ihrem Selbstverständnis eine gesellschaftliche Aufgabe beständiger Reform von Studium und Lehre ist. In seinem grundlegenden Beitrag über „Hochschuldidaktik als Theorie der Bildung und Ausbildung“ in der Enzyklopädie Erziehungswissenschaft bringt Ludwig Huber sein Grundverständnis der Hochschuldidaktik auf den Punkt und zeigt gleichzeitig seine Rückbesinnung auf Wurzeln und Entwicklungslinien der Hochschulbildung. Seine hochschuldidaktischen Perspektiven sind vielfältig:
1. Historisch-reflexive Perspektiven: Der historisch-genetische Zugang einer selbstreflexiven Hochschuldidaktik[11], die sich auf ihre Konstitutions- und Handlungsbedingungen besinnt[12] und Herausforderungen zukünftiger Hochschulbildung annimmt.
2. Entwicklungsperspektiven für Studium und Lehre als Bildung durch Verantwortung im Medium der Wissenschaft in zugleich wissenschafts- und gesellschaftsbezogenen Lehr-Lernkonzepten. Hierzu zählen – ausgehend vom „Forschenden Lernen“[13] – darauf aufbauende Konzepte diversitätsgerechter Didaktik[14], des Service Learnings sowie transdisziplinäres bzw. transformatives Lehren und Lernen.
3. Notwendige Verbindung(en) von Forschung und Praxis: Die Ausdifferenzierung hochschuldidaktischer Handlungsfelder und die Verortung von Hochschuldidaktikerinnen und Hochschuldidaktikern mit wissenschafts- wie praxisbezogener Expertise als eigenständige Akteursgruppe in Forschung, Lehre und Weiterbildung[15].

Ludwig Hubers Werke und sein Wirken repräsentieren und reflektieren gleichzeitig eine Auffassung von Hochschuldidaktik, die Wissenschaft und Praxis eng miteinander verbindet.

## Forschendes Lernen
Forschendes Lernen hat Ludwig Huber sein gesamtes wissenschaftliches Leben begleitet. Der Startpunkt war die Publikation der Bundesassistentenkonferenz „Forschendes Lernen – Wissenschaftliches Prüfen“ von 1970 (neu aufgelegt 2009). Im gleichen Jahr veröffentlichte Huber den ersten Einzelbeitrag zum Thema; 2019 erschien sein letztes, mit Gabi Reinmann gemeinsam verfasstes Buch zum Thema. In den dazwischenliegenden Jahren hat er das Thema konzeptuell durch Beiträge zur historischen Einordnung und begrifflichen Klarheit und durch konkrete Begleitung von Hochschulen kontinuierlich verfolgt, etwa an der Universität Hohenheim und im ForstA-Projekt (Forschend studieren von Anfang an) der Universität Bremen.
Huber definiert Forschendes Lernen folgendermaßen: „Forschendes Lernen zeichnet sich vor anderen Lernformen dadurch aus, dass die Lernenden den Prozess eines Forschungsvorhabens, das auf die Gewinnung von auch für Dritte interessanten Erkenntnissen gerichtet ist, in seinen wesentlichen Phasen – von der Entwicklung der Fragen und Hypothesen über die Wahl und Ausführung der Methoden bis zur Prüfung und Darstellung der Ergebnisse in selbstständiger Arbeit oder in aktiver Mitarbeit in einem übergreifenden Projekt – (mit)gestalten, erfahren und reflektieren.“ Die lernenden Studierenden treten damit als periphere Mitglieder in die Gemeinschaft der Wissenschaftler ein und bewegen sich durch den Lernprozess weiter in deren Mitte.

## Scholarship of Teaching and Learning
Scholarship of Teaching and Learning (SoTL), die Idee, dass es zum professionellen Lehren gehört, die eigene Lehrpraxis zum Gegenstand vernünftiger wissenschaftlicher Forschung und Reflexion zu machen, war Ludwig Huber ein ebenso wichtiges Anliegen, wenn auch eines, das erst sehr spät hinzugekommen ist. Im Jahr 2011 hat er das Konzept, das aus dem angloamerikanischen Hochschulraum stammt, einer weiteren Öffentlichkeit bekannt gemacht. In einem Artikel aus seinem letzten Lebensjahr hat er aber noch kritisch gefragt, ob es – angekommen in Deutschland gewiss – neben einem theoretisch elaborierten Postulat auch zu einer Praxis wird. Gedacht hat er dabei an eine Praxis vor allem für Fachwissenschaftler, die ihnen eine Möglichkeit bietet, ihre eigene Lehre systematisch, selbstreflexiv, vernünftig, zu beforschen, ohne dabei Fachstandards etwa der empirischen Bildungsforschung genügen oder auch nur deren Methoden verwenden zu müssen. Gerade die Veröffentlichung der Ergebnisse für andere Lehrende bzw. der Austausch unter den Fachlehrenden waren ihm ein wichtiges Anliegen.

## Bildung in der Sekundarstufe II, College-Bildung und Studierfähigkeit
Ein weiterer Arbeitsschwerpunkt Ludwig Hubers war die Bildung in der Sekundarstufe II, speziell die Themen Allgemeinbildung, Wissenschaftspropädeutik und Studierfähigkeit. Als Mitglied der Aufbaukommission für die Gründung des Oberstufen-Kollegs, das eine neue Tertiärstufe des Bildungssystems sein sollte, und als dessen späterer Wissenschaftlicher Leiter hat er zu allen drei Themen wesentliche Beiträge geleistet.
Studierfähigkeit begriff Ludwig Huber als Prozess; seine wichtigste Ressource ist persönliches Interesse und dessen selbständige Weiterentwicklung. Für beides ist Wahlfreiheit Voraussetzung („do their own thing“). Unter anderem deswegen war er skeptisch gegenüber der Neugestaltung der gymnasialen Oberstufe durch die Kultusministerkonferenz im Jahr 2006, die Interessensentwicklung zugunsten von Zielen wie standardisierten Leitungsanforderungen und Homogenität der Studienvoraussetzungen aufgab.
Huber verstand Wissenschaft als Mittel der Allgemeinen Bildung. Letztere definiert er also nicht über Wissen (als materiale Bildung), sondern betont, dass „an den spezialisierten Wissenschaften durchaus Allgemeines zu lernen ist, wenn man es sich nur bewußt macht (statt „bewußtlos“ zu forschen und zu unterrichten)“, also durch systematische Reflexion. Diese Wechselbeziehung von Allgemeinbildung und Spezialisierung spielt auch für die Wissenschaftspropädeutik eine entscheidende Rolle. Deren Grundidee ist, Wissenschaft als Verfahren zum Thema zu machen, nicht lediglich in wissenschaftliche Arbeitstechniken oder für das Studium relevante Tätigkeiten einzuführen. Diesen Anspruch kann Schule zwar nur exemplarisch erfüllen, er ist für ihn aber dennoch zentral. Eine geeignete Form ist das forschende Lernen.
Das Oberstufen-Kolleg integrierte als vierjähriger Bildungsgang die gymnasiale Oberstufe mit dem universitären Grundstudium (dem ersten Teil der Diplom- und Magisterstudiengänge). Sein Konzept folgte der Grundidee des Liberal arts college: ein gleitender Übergang zwischen Schule und Hochschule mit einer gleichzeitig allgemeinen und spezifischen Vorbereitung auf das Studium. (Seit der Umwandlung des Oberstufen-Kollegs in eine Oberstufe im Jahr 2005 ist diese Idee Vergangenheit.)  Allgemeinbildung und Wissenschaftspropädeutik wurde durch eine Kombination von studienorientierter Spezialisierung in zwei universitären Studienfächern, Zusammenführung fachlicher Studien in einem projektorientierten Gesamtunterricht und die Einordnung und Reflexion spezialisierter Kenntnisse im fächerübergreifenden Ergänzungsunterricht angestrebt. Später hat Huber das College der Leuphana Universität Lüneburg, das eine ähnliche Idee von Allgemeinbildung verfolgte, intensiv begleitet. Die Bologna-Reform kritisierte er unter anderem für ihre oberflächliche Übernahme der äußeren Strukturen, nicht aber des Bildungsgedankens des Bachelor-Studiums.

## Veröffentlichungen (Auswahl)
- Ludwig Huber: Scholarship of Teaching and Learning: Konzept, Geschichte, Formen, Entwicklungsaufgaben. In: Ludwig Huber, Arne Pilniok, Rolf Sethe, Birgit Szczyrba, Michael Vogel (Hrsg.): Forschendes Lehren im eigenen Fach: Scholarship of Teaching and Learning in Beispielen (= Blickpunkt Hochschuldidaktik. Band 125). Bertelsmann, Bielefeld 2014, ISBN 978-3-7639-5305-9, S. 19–36.

- Ludwig Huber, Arne Pilniok, Rolf Sethe, Birgit Szczyrba, Michael P. Vogel (Hrsg.): Forschendes Lehren im eigenen Fach: Scholarship of Teaching and Learning in Beispielen (= Blickpunkt Hochschuldidaktik. Band 125). Bertelsmann, Bielefeld 2014, ISBN 978-3-7639-5305-9.

- Ludwig Huber: Forschungsbasiertes, Forschungsorientiertes, Forschendes Lernen: Alles dasselbe? Ein Plädoyer für eine Verständigung über Begriffe und Entscheidungen im Feld forschungsnahen Lehrens und Lernens. In: Das Hochschulwesen. Band 62, Nr. 1+2, 2014, ISSN 0018-2974, S. 32–39.

- Ludwig Huber: Die weitere Entwicklung des Forschenden Lernens. Interessante Versuche - dringliche Aufgaben. In: Ludwig Huber (Hrsg.): Forschendes Lernen als Profilmerkmal einer Universität: Beispiele aus der Universität Bremen (= Motivierendes Lehren und Lernen in Hochschulen. Band 16). UVW, Bielefeld 2013, ISBN 978-3-937026-83-1, S. 21–36.

- Ludwig Huber: ABK, FWB, Fach: Woher kann und soll „Akademische Allgemeinbildung“ kommen? In: Dieter Lenzen (Hrsg.): Wege zur Bildung durch Wissenschaft heute: institutionelle und curriculare Perspektiven (= Universitätskolleg-Schriften / Universität Hamburg, Universitätskolleg. Band 2). Univ-Kolleg, 2013, ISSN 2196-9345, S. 93–107.

- Ludwig Huber: Individuelle Schwerpunkte in der gymnasialen Oberstufe. In: Impulse für Schulentwicklung und -forschung.TriOS - Forum für schulnahe Forschung, Schulentwicklung und Evaluation. Band 6, Nr. 2, 2012, ISBN 978-3-643-99882-8, S. 5–24.

- Ludwig Huber: Fachkulturen und Hochschuldidaktik. In: Markus Weil (Hrsg.): Aktionsfelder der Hochschuldidaktik. Von der Weiterbildung zum Diskurs. Waxmann, Münster 2011, ISBN 978-3-8309-2529-3, S. 237–250.

- Ludwig Huber: Scholarship of teaching and Learning - Forschung zum (eigenen) Lehren. In: Brigitte Berendt (Hrsg.): Handbuch Hochschullehre: Informationen und Handreichungen aus der Praxis für die Hochschullehre. Raabe, Bonn 2011, ISBN 3-8183-0200-6, S. J1.11, 1–20.

- Ludwig Huber: Anfangen zu Studieren. Einige Erinnerungen zur „Studieneingangsphase“. In: Das Hochschulwesen. Band 58, Nr. 4/5, 2010, ISSN 0018-2974, S. 113–200.

- Ludwig Huber: Kanon oder Interesse? Eine Schlüsselfrage der Oberstufen-Reform. In: Josef Keuffner, Maria Kublitz-Kramer (Hrsg.): Was braucht die Oberstufe? Diagnose, Förderung und selbstständiges Lernen (= Beltz Pädagogik). Beltz, Weinheim 2008, ISBN 978-3-407-25487-0, S. 20–35.

- Ludwig Huber: Wurzeln der Hochschuldidaktik im Westen - die Bundesassistentenkonferenz oder: Kühne Absichten - noch unerledigte Aufgaben. In: Karin Eleonore Reiber (Hrsg.): Entwicklungslinien der Hochschuldidaktik. Ein Blick zurück nach vorn. Beiträge zur Tübinger Tagung vom 29.11. bis 1.12.2006. Logos, Berlin 2007, ISBN 978-3-8325-1652-9, S. 77–115.

- Ludwig Huber: Hochschule und gymnasiale Oberstufe - ein delikates Verhältnis. In: Das Hochschulwesen. Band 55, Nr. 1, 2007, ISSN 0018-2974, S. 8–14.

- Ludwig Huber: Training oder auch Reflexion? Zur notwendigen Rückbeziehung der Hochschuldidaktik auf Bildungstheorie. In: Notwendige Verbindungen. Zur Verankerung von Hochschuldidaktik in Hochschulforschung (= Michael Craanen [Hrsg.]: Hochschulwesen, Wissenschaft und Praxis : Neue Folge. Band 6). Webler, Bielefeld 2005, ISBN 3-937026-39-8, S. 43–57.

- Ludwig Huber: Stoff, Raum und Zeit für individuelle Bildung! Thesen zur Rettung und Weiterentwicklung der gymnasialen Oberstufe nach PISA. In: Die deutsche Schule. Zeitschrift für Erziehungswissenschaft, Bildungspolitik und pädagogische Praxis. Band 96, Nr. 1, 2004, ISSN 0012-0731, S. 23–31.

- Ludwig Huber: From general education to interdisciplinary studies. In: Higher Education Policy. Band 15, Nr. 1, 2002, ISSN 1740-3863, S. 19–31.

- Ludwig Huber: Die wiederholten Anläufe der Hochschuldidaktik auf Interdisziplinarität. Vom Projektstudium zum Studium generale und zurück. In: Bettina Hoeltje (Hrsg.): Stationen des Wandels. Rückblicke und Fragestellungen zu dreißig Jahren Bildungs- und Geschlechterforschung. Festschrift für Ingrid N. Sommerkorn-Abrahams. LIT, Münster 2001, ISBN 3-8258-5412-4, S. 59–74.

- Ludwig Huber: Das Oberstufen-Kolleg an der Universität Bielefeld und Colleges überhaupt - ein besserer Weg in die Hochschule? In: Irene Lischka, Andrä Wolter (Hrsg.): Hochschulzugang im Wandel? Entwicklungen, Reformperspektiven und Alternativen. Beltz, Weinheim 2001, ISBN 3-89271-949-7, S. 227–246.

- Ludwig Huber: Selbstständiges Lernen auf der Oberstufe. Lernumgebung und Orientierung. In: Pädagogik. Band 52, Nr. 12, 2000, ISSN 0933-422X, S. 39–44.

- Ludwig Huber: Selbstständiges Lernen als Weg und Ziel. In: Ludwig Huber, Karin Schäfer-Koch (Hrsg.): Förderung selbständigen Lernens in der gymnasialen Oberstufe : Erfahrungen und Vorschläge aus dem Oberstufen-Kolleg Bielefeld (= Curriculumentwicklung NRW). Kettler, Bönen 2000, S. 9–37.

- Ludwig Huber: Allgemeinbildung und Wissenschaftspropädeutik. Oder: Warum Wozu ein Oberstufen-Kolleg? In: Ludwig Huber (Hrsg.): Lernen über das Abitur hinaus : Erfahrungen und Anregungen aus dem Oberstufen-Kolleg Bielefeld. Kallmeyer, Seelze 1999, ISBN 3-7800-4921-X, S. 42–54.

- Ludwig Huber, Jupp Asdonk, Helga Jung-Paarmann, Hans Kroeger, Gabriele Obst (Hrsg.): Lernen über das Abitur hinaus : Erfahrungen und Anregungen aus dem Oberstufen-Kolleg Bielefeld. Kallmeyer, Seelze 1999, ISBN 3-7800-4921-X.

- Ludwig Huber: Vereint, aber nicht eins: Fächerübergreifender Unterricht und Projektunterricht. In: Dagmar Hänsel (Hrsg.): Handbuch Projektunterricht (= Beltz-Handbuch). Beltz, Weinheim 1999, ISBN 3-407-83137-4, S. 31–53.

- Ludwig Huber: Festigung oder Verflüssigung. Nachdenken über fachspezifischen Habitus heute. In: Jan-Hendrick Olbertz (Hrsg.): Zwischen den Fächern - über den Dingen? Universalisierung versus Spezialisierung akademischer Bildung. Leske und Budrich, Opladen 1998, ISBN 3-8100-1862-7, S. 83–109.

- Ludwig Huber: Ein Beispiel für interdisziplinäres Studium - The Evergreen State College (TESC). In: Neue Sammlung. Vierteljahres-Zeitschrift für Erziehung und Gesellschaft. Band 37, Nr. 2, 1997, S. 311–330.

- Ludwig Huber, Klaus-Jürgen Tillmann: Die Schulprojekte der Universität: Laborschule und Oberstufen-Kolleg. In: Andreas Beaugrand (Hrsg.): Stadtbuch Bielefeld : Tradition und Fortschritt in der ostwestfälischen Metropol. Westfalen Verl., Bielefeld 1996, ISBN 3-87073-176-1, S. 358–361.

- Ludwig Huber: Studium generale - Studium reale oder Studienreform - Hoffnungen und studentische Realitäten. In: Ulrich Papenkort (Hrsg.): Idee und Wirklichkeit des Studium generale : fachübergreifende Hochschulbildung (= Eichstätter Materialien. Abteilung Philosophie und Theologie. Band 8). Pustet, Regensburg 1995, ISBN 3-7917-1459-7, S. 78–102.

- Ludwig Huber: Die gymnasiale Oberstufe - in überregionaler bildungstheoretischer Perspektive. In: Elisabeth Fuhrmann, Götz Bieber (Hrsg.): Chancen und Probleme der gymnasialen Oberstufe (= Raabe pädagogische Schriften. Band 4). Raabe, Stuttgart 1995, ISBN 3-88649-403-9, S. 18–36.

- Ludwig Huber: Wissenschaftspropädeutik: eine unerledigte Hausaufgabe der allgemeinen Didaktik. In: Meinert A. Meyer (Hrsg.): Allgemeine Didaktik, Fachdidaktik und Fachunterricht (= Studien zur Schulpädagogik und Didaktik ; 10 : Reihe Pädagogik). Beltz, Weinheim 1994, ISBN 3-407-34084-2, S. 243–253.

- Ludwig Huber: Neue Lehrkultur - alte Fachkultur. In: Andreas W. M. Dress (Hrsg.): Die humane Universität Bielefeld 1969-1992: Festschrift für Karl-Peter Grotemeyer. Westfalen-Verl., Bielefeld 1992, ISBN 3-88918-073-6, S. 95–106.

- Klaus Reisinger, Ludwig Huber: Weder „Studium“ noch „generale“: zum gegenwärtigen Erscheinungsbild fächerübergreifender Lehrangebote. In: Das Hochschulwesen. Band 40, Nr. 2, 1992, ISSN 0018-2974, S. 63–71.

- Ludwig Huber: Sozialisation in der Hochschule. In: Klaus Hurrelmann, Dieter Ulich (Hrsg.): Neues Handbuch der Sozialisationsforschung. 4. Auflage. Beltz, Weinheim 1991, ISBN 3-407-83113-7, S. 417–441.

- Ludwig Huber: Bildung durch Wissenschaft - Wissenschaft durch Bildung: hochschuldidaktische Anmerkungen zu einem großen Thema. In: Pädagogik und Schule in Ost und West. Band 39, Nr. 4, 1991, S. 193–200.

- Ludwig Huber: Fachkulturen: über die Mühen der Verständigung zwischen den Disziplinen. In: Neue Sammlung. Band 31, Nr. 1, 1991, ISSN 0028-3355, S. 3–24.

- Ludwig Huber: Fachkulturen: Über die Mühen der Verständigung zwischen den Disziplinen. In: Karl Ermert (Hrsg.): Humboldt, High-Tech und High-Culture: was heisst „Hochschulkultur“ heute? (= Loccumer Protokolle ; 1990,14). Evang. Akad. Loccum, Rehburg-Loccum 1990, ISBN 3-8172-1490-1, S. 68–99.

- Eckart Liebau, Ludwig Huber: Die Kulturen der Fächer. In: Neue Sammlung. Band 25, Nr. 3, 1985, ISSN 0028-3355, S. 314–339.

- Ludwig Huber (Hrsg.): Enzyklopädie Erziehungswissenschaft: Handbuch und Lexikon der Erziehung. Bd. 10: Ausbildung und Sozialisation in der Hochschule. Klett-Cotta, Stuttgart 1983, ISBN 3-12-932310-4, S. 813.

- Ludwig Huber: Hochschuldidaktik als Theorie der Bildung und Ausbildung. In: Ludwig Huber (Hrsg.): Ausbildung und Sozialisation in der Hochschule (= Enzyklopädie Erziehungswissenschaft. Band 10). Klett-Cotta, Stuttgart 1983, ISBN 3-12-932310-4, S. 114–138.

- Gerhard Portele, Ludwig Huber: Entwicklung des akademischen Habitus: zum Problem der Konzeptbildung in der Hochschulsozialisationsforschung. In: Ingrid N. Sommerkorn (Hrsg.): Identität und Hochschule (= Blickpunkt Hochschuldidaktik. Band 64). AHD, Hamburg 1981, ISBN 3-88334-118-5, S. 185–197.

- Ludwig Huber: Das Problem der Sozialisation von Wissenschaftlern: ein Beitrag der Hochschuldidaktik zur Wissenschaftsforschung. In: Neue Sammlung. Band 14, Nr. 1, 1974, ISSN 0028-3355, S. 2–33.